# François Bozizé
François Bozizé Yangouvonda (* 14. října 1946) je bývalý prezident Středoafrické republiky. Úřadu se nejprve ujal 15. března 2003 po státním převratu. Jeho mandát byl následně potvrzen ve druhém kole prezidentských voleb dne 8. května 2005. 24. března 2013 uprchl po útoku povstalců na hlavní město do Demokratické republiky Kongo a následně do Kamerunu. Jeho samozvaným nástupcem ve funkci se stal Michel Djotodia.
François Bozizé se narodil v Gabonu jako příslušník kmene Gbajů. Ve vojenské škole v Bouaru ve Středoafrické republice získal výcvik a po strmé vojenské kariéře byl v roce 1978 jmenován brigádním generálem Jeanem-Bédelem Bokassou. Poté, co byl Bokassa nahrazen Davidem Dackem, byl Bozizé jmenován ministrem obrany a následně, již za vlády Andrého Kolingby, nastoupil v září 1981 do funkce ministra informací a kultury. Když byl obviněn z účasti na pokusu o převrat zosnovaný pozdějším prezidentem Patassém v březnu 1982, uprchl ze země. V červenci 1989 byl zadržen v Cotonou v Beninu. Po více než dvou letech strávených ve vězení, kde byl vystaven mučení, byl v prosinci 1991 propuštěn.
Bozizé kandidoval v prezidentských volbách v roce 1993, kde však získal pouhé 1,5 % hlasů. Z voleb vzešel vítězně Patassé. V následujících letech se stal klíčovou postavou Středoafrické armády a Patassého vlády. V letech 1996 a 1997 díky němu prezident Patassé odolal ozbrojeným vzpourám. Patassé cítil potřebu stabilizace ozbrojených složek pod Bozizého vedením, a jmenoval jej proto náčelníkem generálního štábu.